# Johann Christoph Altnikol
Johann Christoph Altnikol (ou Altnickol, baptisé le 1er janvier 1720 à Berna et enterré le 25 juillet 1759 à Naumbourg) est un compositeur et organiste allemand. Il est l'élève et le gendre de Jean-Sébastien Bach.

## Biographie
Sa date de naissance est inconnue. En 1733, il va au lycée de Lubań. Entre 1740 et 1743, il est chanteur et aide l'organiste de l'église de la Madeleine de Wrocław. En 1744, il étudie la théologie à Leipzig. Il entre alors en contact avec Jean-Sébastien Bach. L'année suivante, il devient organiste de Niederwiesa, près de Greiffenberg, sur la recommandation du maître. En septembre de la même année, il intègre l'église Saint-Venceslas de Naumburg, poste qu'il occupera jusqu'à sa mort.
Le 20 janvier 1749, il épouse Elisabeth Juliana Friederica Bach,  fille de Jean-Sébastien et Anna Magdalena Wilcke. Après la mort de son beau-père, Altnikol prend soin de son beau-frère Gottfried Heinrich Bach, handicapé mental, jusqu'à sa mort.
On sait peu de choses des dernières années de Johann Christoph Altnikol. En 1750 et 1751, il est brièvement le professeur de Johann Gottfried Müthel.

## Œuvre
Il reste très peu d'œuvres de Johann Christoph Altnikol, parmi lesquelles :
- Deux motets :
  - Befiehl du deine Wege, adaptation de la chanson de Paul Gerhardt
  - Nun danket alle Gott
- Deux cantates
- Une messe en ré mineur (Kyrie, Gloria)
- Un ricercare (en ut majeur) pour clavier (orgue?)
- Une sonate pour clavecin en ut majeur

## Discographie
- Motets des élèves de Bach : Befiehl du deine Wege - Chœur et ensemble instrumental-Concert Dresde, dir. Peter Kopp (16-19 novembre 2007, Carus 83.263)